# Têtu
Têtu (фр. упертий) — французький щомісячний журнал, розрахований в основному на ЛГБТ-аудиторію. Серед друкованих ЛГБТ-ЗМІ Франції займав провідні позиції на ринку. Наклад часопису у 2012 році склав 41 961 примірників, у 2014 році — 33 000 примірників на місяць. У липні 2015 році видання друкованої версії часопису було зупинено. Всього за час існування журналу було випущено 212 номерів.

## Історія
Часопис був заснований у липні 1995 року Паскалем Лубе і Дідьє Лестрейдом. З лютого 2009-го журнал підтримує два вебсайти для читачів: tetu.com для геїв і tetue.com для лесбійок, а також власне вебрадіо-канал.
У січні 2013 року Têtu був куплений за один євро бізнесменом Жаном-Жаком Ож'є, який є другом Президента Франції Франсуа Олланда. The Huffington Post повідомило, що за станом на січень 2013 року журнал щорічно приносить півтора мільйони євро збитків.
На своїх сторінках видання регулярно публікувало статті про події культурного життя Франції, що мають стосунок до ЛГБТ-тематики таких авторів, як Фредерік Міттеран (колишній міністр культури Франції), Крістін Анго (письменниця) та ін.
З 2009 року журнал надрукував інтерв'ю з Педро Альмодоваром, Юеном Мак-Грегором, Катрін Денев, Принцесою Монако Стефанією, Жаном-Полем Готьє, Аділем Рамі, Антоніо Бандерасом, Мілен Фармер.
Постійна рубрика Têtu+ була присвячена новинам про СНІД, його профілактику та лікування.
У 2010 на обкладинці одного з чисел часопису з'явилася знаменита французька акторка Катрін Денев разом з оголеною моделлю.
Têtu є одним з партнерів щорічного міжнародного ЛГБТ-кінофестивалю Chéries-Chéris, що проходить в Парижі з 1994 року.